# Раймонд де Пюи
Раймонд де Пюи де Прованс (фр. Raymond du Puy de Provence, 1083—1160) — французский рыцарь, первый великий магистр Ордена Святого Иоанна Иерусалимского (госпитальеров) в 1120—1160 годах.
Раймон происходил из французского Дофине и был сыном Гуго дю Пюи, сеньора де Пейрен, Апифер и Рошфор, губернатора Акры и родственника Адемара ле-Пюи, папского легата во время Первого крестового похода.
В качестве первого великого магистра Раймон превратил рыцарей-госпитальеров в мощную военную силу. Он сделал восьмиконечный крест официальным символом ордена (после утверждения ордена на Мальте он стал известен как Мальтийский крест). Раймон также разделил упорядочил структуру Ордена и учредил первый лазарет госпитальеров возле храма Гроба Господня в Иерусалиме. Раймон был участником взятия Аскалона в 1153 году.
В «Большом историческом словаре» Луи Морери (1759) о Раймоне сказано следующее:
«Раймонд дю Пюи, первый великий магистр ордена Святого Иоанна Иерусалимского (который позже стал известен как Мальтийский орден), был преемником ректора Жерара Тена. Он происходил из провинции Дофине и был членом прославленного дома дю Пюи… Раймон был избран братьями Ордена после распоряжения папы Пасхалия II в 1113 году и получил титул великого магистра, чтобы повысить авторитет Ордена. Жерар использовал лишь титул ректора Ордена. С того времени в братство стали активно вступать новобранцы. Раймон организовал милицию для защиты церкви от врагов Святой Земли, в то время как другие братья заботились о бедных и больных в Госпитале. Чтобы упорядочить структуру Ордена, он провел первое общее собрание и разделил братьев на три ряда: рыцарей, оруженосцев и капелланов. Он также доработал правила Ордена, написанные Жераром. Они были утверждены в 1123 году папой Каликстом II, а в 1130 году папа Иннокентий II пожаловал Ордену герб — серебряный крест (сегодня известный как мальтийский крест) в лазоревом поле. Раймон вооружил Орден и предложил помощь королю Балдуину II в его борьбе с неверными. С этого времени госпитальеры принимали участие во всех серьезных сражениях. В 1153 году король Иерусалимский был готов снять осаду Аскалона. Однако магистр дю Пюи добился разрешения продлить осаду. В итоге город сдался через несколько дней. За своё упорство он получил известность и заслужил уважение папы Анастасия IV, который предоставил Ордену ряд привилегий. Раймон построил великолепный дворец, который вызвал ревность среди прелатов Иерусалима. Раймон дю Пюи умер в 1160 году, его преемником стал Оже де Бальбэн». 